# Nops guanabacoae
Nops guanabacoae là một loài nhện trong họ Caponiidae.
Loài này thuộc chi Nops. Nops guanabacoae được MacLeay miêu tả năm 1839.

## Hình ảnh

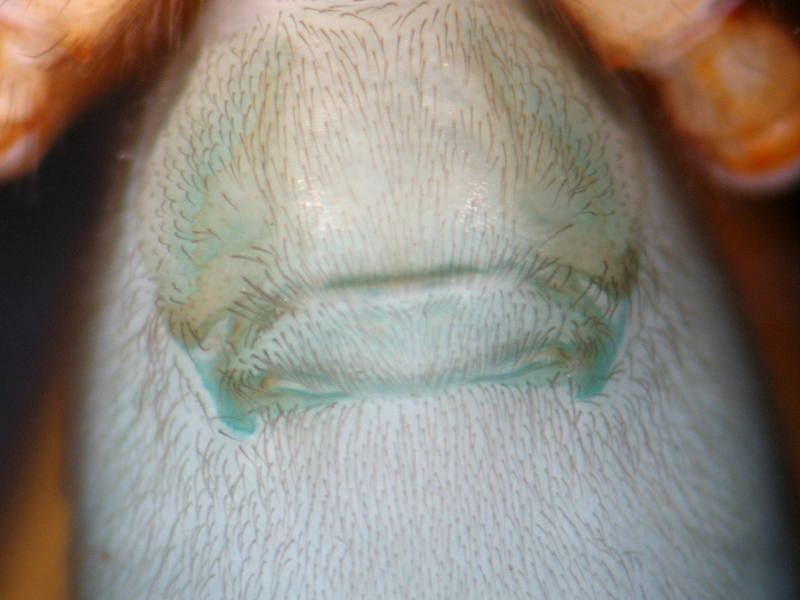
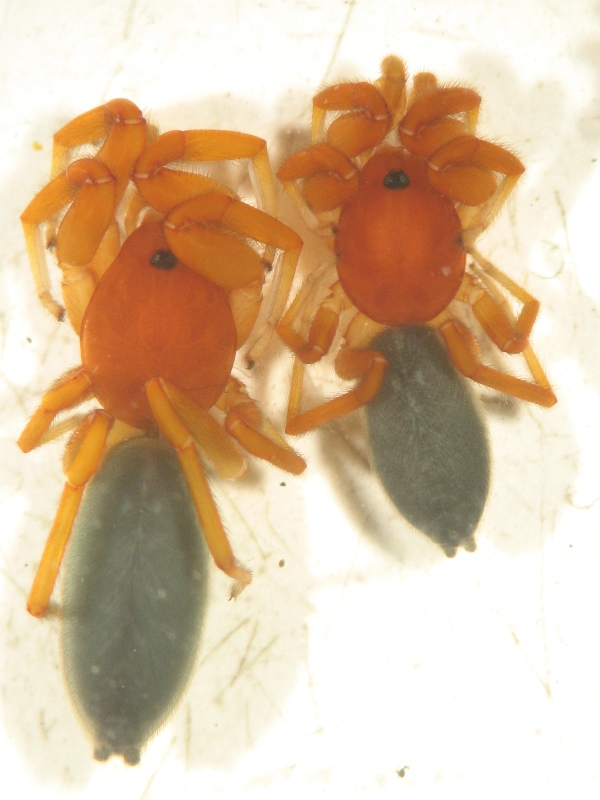
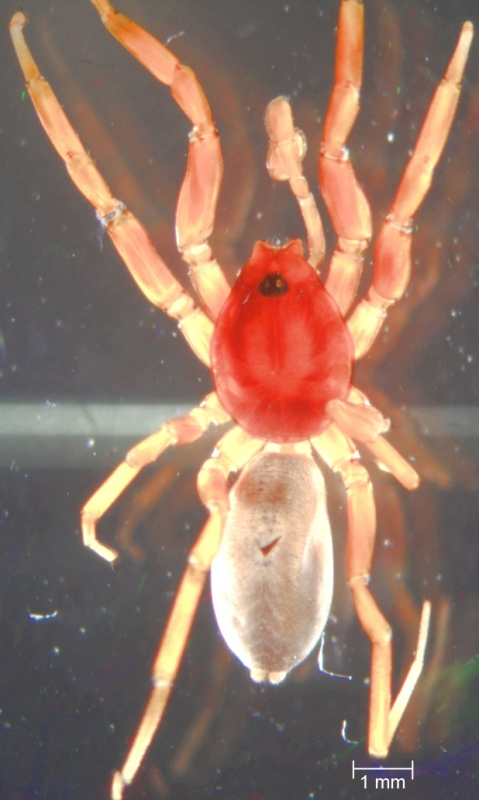
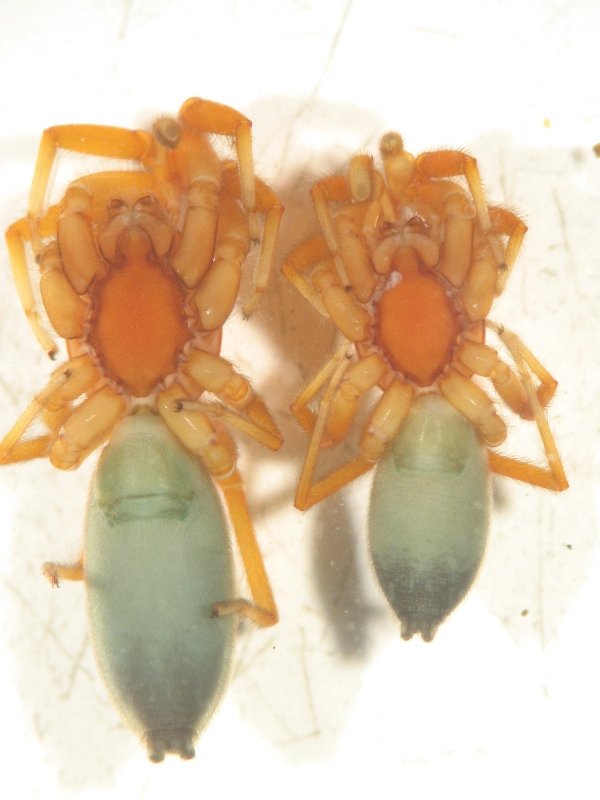